# Prakob Hutasingh

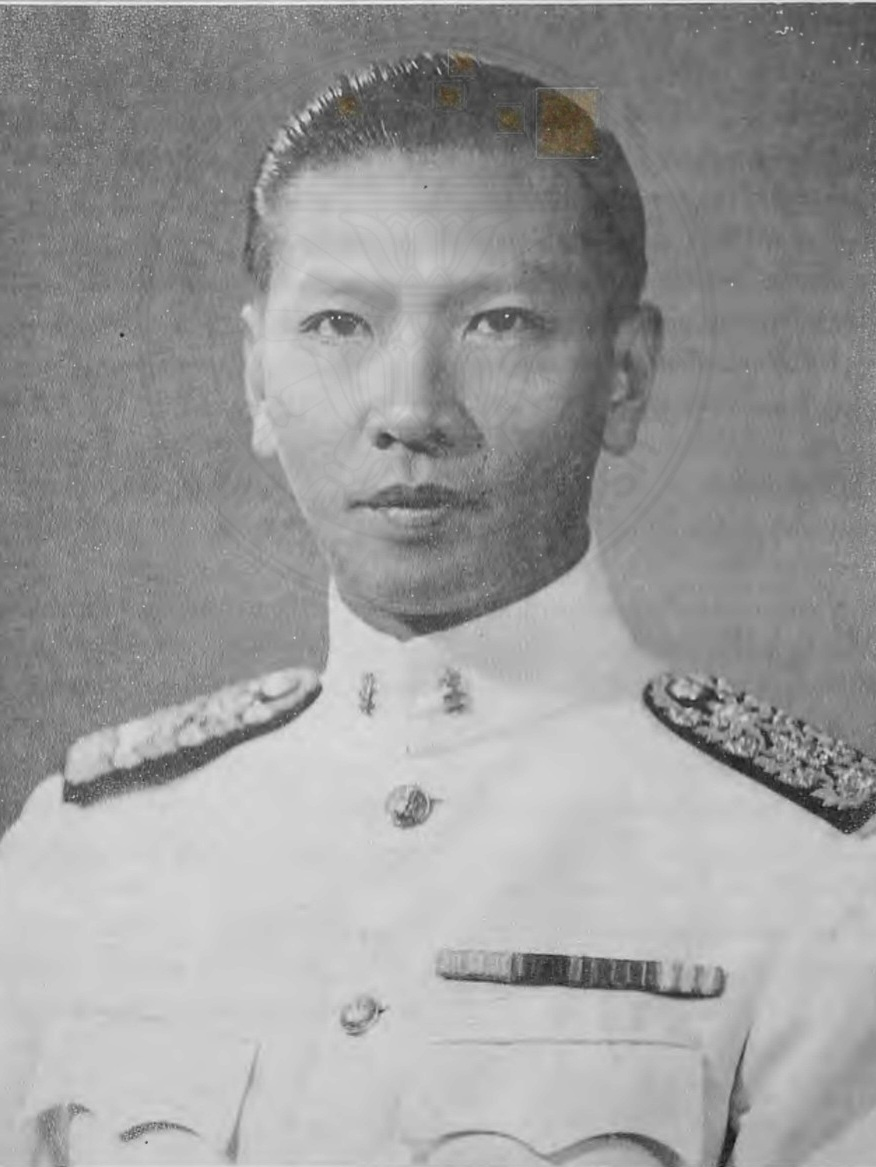
Prakob Hutasingh (1972)

Prakob Hutasingh (thailändisch ประกอบ หุตะสิงห์, RTGS Prakop Hutasing, auch Hutasingha geschrieben; * 5. Februar 1912 in Bangkok; † 28. Juli 1994) war ein thailändischer Jurist und Politiker. Er war von 1967 bis 1972 Präsident des Obersten Gerichtshofs von Thailand, 1973–74 Justizminister, 1974–75 stellvertretender Ministerpräsident und ab 1975 Mitglied des Kronrats.

## Leben
Prakob studierte bis 1930 an der Rechtsschule des Justizministeriums in Bangkok. Anschließend setzte er seine Studien in Deutschland fort und promovierte 1937 an der Universität Jena mit einer Dissertation über die siamesische Verfassung von 1932 zum Dr. jur. Nach seiner Rückkehr nach Thailand erwarb er 1940 noch einen Bachelor of Law von der neugegründeten Thammasat-Universität.
Prakob wurde 1941 zum Richter ernannt. 1955 wurde er zum Oberrichter am Appellationsgerichtshof befördert. Als Nachfolger Sanya Dharmasaktis wurde er 1967 zum Präsidenten des Obersten Gerichtshofs ernannt.
Nach dem Volksaufstand im Oktober 1973, der die langjährige Militärregierung beendete, wurde Prakob Regierungsmitglied. Im ersten Kabinett des zivilen Ministerpräsidenten Sanya Dharmasakti war er Justizminister. Nach einer Regierungsumbildung im Mai 1974 übernahm er das Amt des Vizepremiers. Nachdem eine neue Verfassung in Kraft gesetzt und freie Wahlen abgehalten worden waren, schied die Übergangsregierung im Februar 1975 aus dem Amt. König Bhumibol Adulyadej berief Prakob einen Monat später in seinen Kronrat, dem er bis zu seinem Tod angehörte.
Prakob erhielt verschiedene Orden und Ehrenzeichen, darunter das Großkreuz des Ordens von Chula Chom Klao sowie jeweils den Großkordon des Weißen Elefantenordens und des Ordens der Krone von Thailand.

## Werke (Auswahl)
- Die Verfassung des Königreichs Siam vom 10. Dezember 1932 und das parlamentarische Regierungssystem. Dissertation, Univ. Jena 1937.
- กฎหมายแพ่งและพาณิชย์ ว่าด้วย นิติกรรมและสัญญา [Kotmai Phaeng lae Phanit wa duai Nitikam lae Sanya; Zivil- und Handelsrecht – Rechtshandlungen und Verträge], Nitibannakarn, Bangkok 1965 (PDF-Dokument), zahlreiche weitere Auflagen